# Rita Kleinstein
Rita Kleinstein (en hebreo: ריטה קלינשטיין, nacida Rita Yahan-Farouz el 24 de marzo de 1962 en Teherán, Irán) es una cantante y actriz israelí.

## Discografía
- Rita (1986)
- Yemei Ha'Tom (1988)
- Ahava Gedola (1994)
- Tahanot Bazman (1996)
- Tiftah Halon (1999)
- Hamtzan (2003)
- Remazim (2008)

En 1990 representó a Israel en el Festival de Eurovisión, celebrado en Zagreb, con la canción  
«Shara Barkhovot» (שרה ברחובות), con la que obtuvo el puesto 18° (16 puntos)